# 陸淦

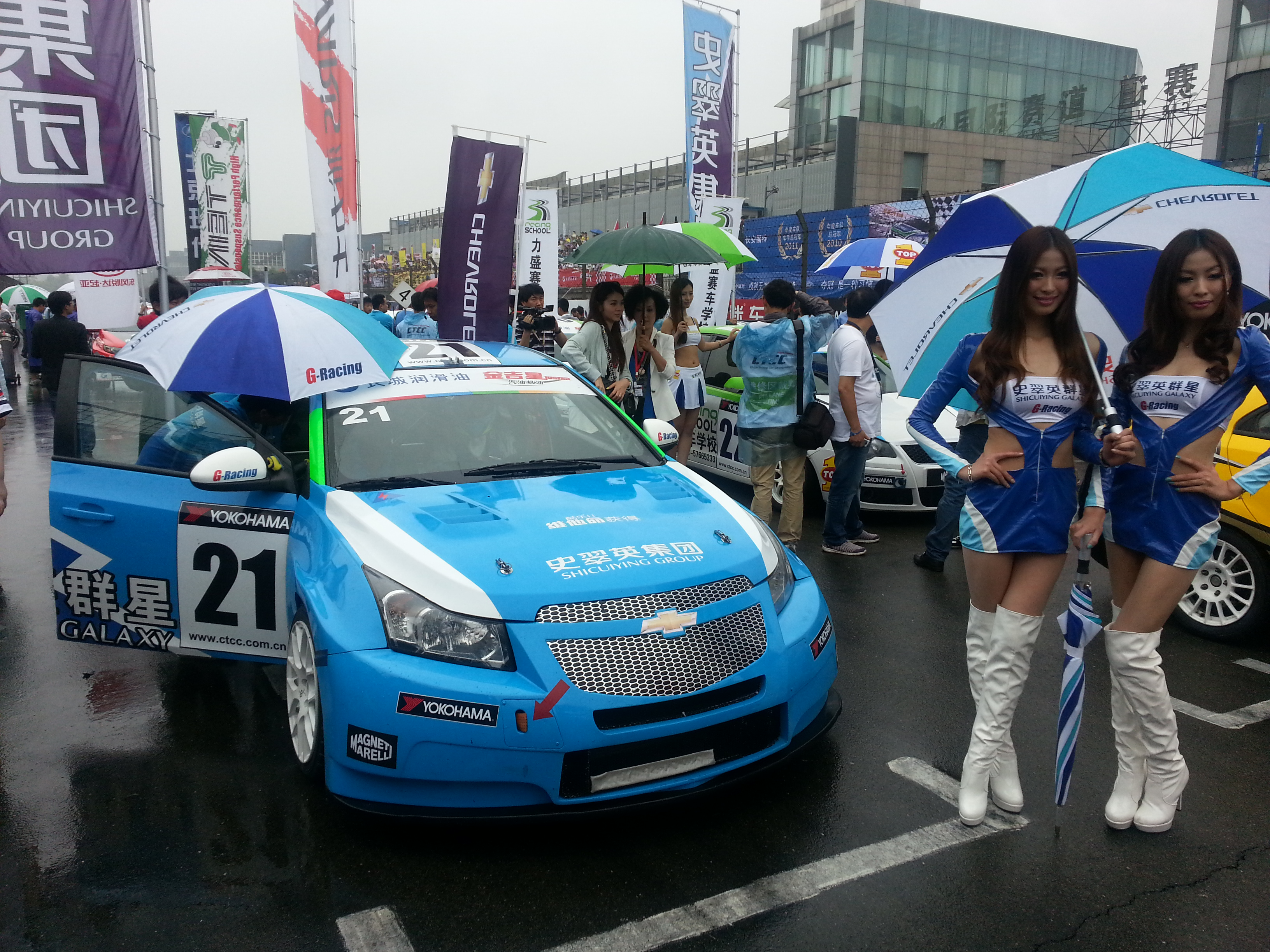
中國房車錦標賽 陸淦

陸淦（英文：Kenneth Gan Luk，1963年2月17日－），香港賽車手。

## 成就
2014年 第61屆澳门格兰披治大赛车 华夏赛车大奖赛 亞軍
5屆香港房車錦標賽高級組：個人、車隊全年度總冠軍。
3屆中國房車錦標賽：個人、車隊全年度總冠軍。
由90年代開始，從小型賽車 Kart Race，亞太越野賽 Asia Pacific Rally，東南亞各地房車賽，澳門格蘭披治大賽車，香港房車錦標賽(HTCC)，中國房車錦標賽(CTCC)。
近年輝煌成就，中國賽車歷史｢單人獨挑廠商隊｣美譽。
中國賽車歷史上，以個人車隊名義參戰中國最高水平＂中國房車錦標賽＂以有限資源，挑戰歐洲財雄世大的車廠廠商車隊，勇奪個人及車隊全年度總冠軍。
曾使用賽車包括Subaru WRX，Honda Integra DC5，本田Civic EP3，廣州本田雅阁，雪佛蘭 Cruze 1.6 Turbo等。
現時自組及管理 陸方車隊 。
過往曾經效力車隊包括史翠英銀河車隊、韓泰輪胎陸方車隊、德堡車隊、龍華車隊、AIA陸方車隊、愛立信基亞車隊 等。

## 外部連結
- 陸淦 - 中國房车锦标赛官方网站